# Запис оброк код цркве (Рсовци)
Запис оброк код цркве (Рсовци) се налази на парцели чији је власник Манастир Светог Илије.

## Локација
| Општина             | Пирот                                                                       |
| Катастарска општина | Рсовци                                                                      |
| Потес               | Крушје                                                                      |
| Координате          | 43° 10′ 08″ С; 22° 45′ 19″ И / 43.168999999999997° С; 22.755299999999998° И |
| Надморска висина    | 718m                                                                        |

## Карактеристике
Дендрометријске вредности утврђене на терену и сателитским снимцима:
| Стабло                     | Крст |
| Висина стабла              | m    |
| Обим дебла                 | m    |
| Пречник крошње             | 0m   |
| Пречник дебла              | m    |
| Висина дебла до прве гране | m    |

## База записа
Запис је у оквиру Викимедија пројекта "Запис - Свето дрво" заведен под редним бројем 0841.